# Commercial Zone
Commercial Zone ist ein Album mit Studioaufnahmen der britischen Band Public Image Ltd., welches zwischen 1982 und 1983 aufgenommen wurde, und 1984 vom Gründungsgitarristen der Band, Keith Levene, veröffentlicht wurde. Commercial Zone enthält fünf Songs, die später für das vierte offizielle Studioalbum der Band, This Is What You Want… This Is What You Get (1984), neu aufgenommen wurden. Deshalb wird Commercial Zone oft als frühe/alternative Version dieses Albums angesehen.

## Hintergrund
Im Mai 1981 zog PiL von London nach New York City. Im Oktober 1981 lief ihr amerikanischer Plattenvertrag mit Warner Brothers aus und wurde nicht verlängert. Im Januar 1982 berichtete die britische Musikpresse, dass PiL in New York mit den Produzenten Adam Kidron und Ken Lockie versucht haben ein neues Album aufzunehmen, sich stattdessen aber getrennt haben. Dies wurde allerdings prompt von der Band in einer Pressemitteilung der folgenden Woche dementiert.
Im Mai 1982 trat Schlagzeuger Martin Atkins der Band erneut bei und PiL begann mit den Aufnahmen für ihr neues Studioalbum für Virgin Records in den Park South Studios in Manhattan, mit Toningenieur Bob Miller als Co-Produzent. Am 29. August 1982 trat der neue Bassist Pete Jones der Band im Studio bei. Diese Besetzung spielte ihr Debütkonzert vier Wochen später (am 28. September 1982 in New York City). In der zweiten Hälfte des Jahres 1982 plante die Band ihr eigenes Plattenlabel (Public Enterprise Productions) zu gründen und seine Veröffentlichungen an Stiff Records USA für den amerikanischen Markt zu lizenzieren. Diese Pläne wurden aber nie umgesetzt.
Anfang November 1982 kündigte PiL die bevorstehende Veröffentlichung einer neuen Single Blue Water und eines sechsspurigen Minialbums You Are Now Entering a Commercial Zone auf ihrem neuen Label an. Dies geschah nicht, und die Band nahm stattdessen weiterhin ein Album in voller länge in den Park South Studios auf.
Im März 1983 wurde der Song This Is Not a Love Song als neue Single der Band vorgesehen. Die Band löste sich allerdings fast vollständig auf, als zuerst Pete Jones und dann Keith Levene die Band verließen. Die Single This Is Not a Love Song (mit Blue Water als 12" Single B-Seite, beide von den Park South Sessions) wurde im Juni 1983 in Japan von Nippon Columbia veröffentlicht. Virgin Records veröffentlichte sie im September 1983 in Großbritannien, wo sie auf Platz 5 der britischen Single-Charts aufstieg.
Die beiden übrig gebliebenen Mitglieder, John Lydon und Schlagzeuger Martin Atkins heuerten Session-Musiker an um Tourverpflichtungen zu erfüllen, und machen so unter dem Namen PiL weiter.
Mitte 1983, in Abwesenheit von PiL entwendete Keith Levene die unfertigen Albumbänder und erstellte seinen eigenen Mix. Danach flog er nach London und präsentierte Richard Branson die Aufnahmen als fertiges neues PiL Album für Virgin Records. John Lydon beschloss die Bänder komplett aufzugeben und das gesamte Album mit Session-Musikern komplett neu einzuspielen. Diese neue Version von Commercial Zone wurde 1984 zu This Is What You Want... This Is What You Get.

## Veröffentlichung
Nach seinem Ende bei PiL beschloss Keith Levene das Album auf eigene Faust auf dem amerikanischen Markt zu veröffentlichen und registrierte am 30. Januar 1984 das Label „PIL Records Inc.“ für diese einmalige Veröffentlichung.
Die erste limitierte Auflage von 10.000 Platten hat Keith Levene mit 8.500 Dollar aus eigener Tasche bezahlt. Diese Auflage wurde direkt an Plattenläden in New York City verteilt und stark in den britischen und europäischen Markt importiert. Eine zweite Pressung (mit geänderter Titelliste und einem kürzeren Mix von Bad Night) folgte im August 1984 in einer Auflage von 30.000 Exemplaren, um direkt mit dem neuen offiziell veröffentlichten Album This Is What You Want... This Is What You Get konkurrieren zu können. Virgin Records ergriff umgehend rechtliche Schritte und stoppte den Vertrieb und alle weiteren Neuauflagen von Commercial Zone.
Im Jahr 2014 kündigte Levene Pläne an, die Arbeiten an Commercial Zone erneut aufzunehmen und es endlich fertigzustellen. Diese Version aus 2014 heißt Commercial Zone 2014. Im Frühjahr 2014 ging Levene nach Prag um Commercial Zone 2014 aufzunehmen, welches über eine Crowdsourcing-Kampagnen-Website bei Indiegogo unterstützt wurde.

## Track für Track kommentiert von der Band
„Love Song“ / „This Is Not a Love Song“:
- John Lydon (1982/92/99): „Wir machen keine Liebeslieder, was sollen diese unrealistischen Schrottstücke?“[4] „Es war alles sehr ironisch. Damals hieß es, ich sei ins große Business eingestiegen und ein bürgerlicher Scheißkerl geworden. Also dachte ich, der beste Weg dies anzugehen wäre einen Song herauszubringen, in dem es heißt: ‚Genau das bin ich!‘ Zunge fest in die Wange. Und das hat diesen Unsinn irgentwie gestoppt – also hat es funktioniert.“[5] „This Is Not A Love Song war eine Art Antwort auf diese ständige Anfrage der Plattenfirma nach diesen HITS. Irgendjemand sagte: ‚Warum schreibst du kein Liebeslied?‘ Ha, sagte ich, Liebeslied – äh, na, das ist kein Liebeslied!“[6]
- Pete Jones (2000): „Ich spielte einiges aber nicht alles auf ‚Commercial Zone‘ – ‚Love Song‘, ‚Mad Max‘, ‚Miller High Life‘ und ‚Solitaire‘.“[7]

„Mad Max“ / „Bad Life“:
- John Lydon (1984): „Ursprünglich hieß es Bad Life, dann wurde es in Mad Max umbenannt. Es gab zwei Texte für den gleichen Song […] Dieses Bootleg, das derzeit verfügbar ist [Commercial Zone] – und nicht sein sollte! – sind alles Demobänder und es klingt wirklich, wirklich, wirklich schlecht.“[8]
- Pete Jones (1999/2000): „Gleich nachdem ich aus dem Flugzeug gestiegen bin, bin ich direkt ins Studio gegangen und habe den Basstrack für Mad Max aufgenommen'.“[9] „Levene hatte bereits einen Basspart eingespielt. Er war verstimmt und aus dem Takt geraten und von einer Note zur nächsten taumelnd.“[10]

„Solitaire“:
- Pete Jones (2000): „Atkins und ich haben Solitaire geschrieben, aber nachdem ich gegangen war, haben sie sich keine Mühe gemacht mich in den Credits zu erwähnen.“[7]

„The Slab“ / „The Order of Death“:
- John Lydon (1999): „Als ich nach Italien ging um den Film Order of Death zu drehen, baten uns die Produzenten Musik dafür zu machen. Also haben Keith und ich irgendwie ins Telefon gesummt, ich war in Rom und er in New York, und so haben wir die Melodie zusammengestellt. Aber die Produzenten haben ihre Meinung geändert und es nicht verwendet.“[6]
- Bob Miller (producer, 2006): „Ich erinnere mich, dass ich über Soundtrack-Sachen gesprochen habe. ‚The Slab‘ war definitiv einer dieser Tracks, aber wirklich jeder Track an dem wir arbeiteten, hätte auf diese Beschreibung zutreffen können.“[11]

„Lou Reed Part 1 & 2“ / „Where Are You?“:
- John Lydon (1999): „Where Are You? handelt von verstorbenen PiL-Mitgliedern. Mehr sage ich nicht.“[6]
- Keith Levene (1983/2001): „Ich weiß nicht, was zwischen Jeannette Lee und John passiert ist, als er mit ihr nach Italien ging um diesen Film zu machen, aber sie verließ die Band danach.“[12] „John Lydon war vom Filmdreh zurück gekehrt, wo Jeannette ihn mit hinbegleiten wollte. Als John zurück kam, war Jeannette offiziell nicht mehr in der Band. Wir machten diese Melodie Where Are You? und es ging ausschließlich um Jeannette.“[13]
- Pete Jones (2000): „Wir haben Lou Reed Part 2 erneut aufgenommen, aber diese Version ist nicht auf Commercial Zone.“[9]

„Blue Water“:
- Keith Levene (1982): „Eine Single wird vor Weihnachten veröffentlicht [1982]. Das Album auf P.E.P. [Public Enterprise Productions] wird folgen.“[14][15]
- Pete Jones (1999/2000): „Seit meiner Zeit bei PiL war es einer meiner Lieblingssongs, wegen der absoluten Dunkelheit und der interessanten Taktart. Als die Rede davon war, dass PiL den Soundtrack zu Order of Death machen würde, stellte ich mir den Backingtrack von Blue Water vielleicht als das Hauptthema des Films vor.“[9]
- John Lydon (2004): „Es gibt ein paar B-Seiten, von denen ich glaube, dass sie nie wirklich gehört wurden. Dinge wie Blue Water, als wir einen Sprung im Beat verwendeten, fast wie einen 4-4-2-Schritt.“[16]

„Miller High Life“ / „Miller Hi-Life“:
- Pete Jones (2000): „Atkins und ich beendeten die Aufnahmen an Miller High Life selbst, wobei ich dem Song drei oder vier Bassparts hinzufügte.“[9]
- Martin Atkins (2001): „Bei Tracks wie Miller Hi-Life war Keith Levene nicht einmal dabei! Es waren nur ich, Pete Jones und Bob Miller, unser Tontechniker, welcher damals schon fast Teil der Band war. Daraus entstand Miller Hi-Life – nun ja, es ist auch nur ein Bier. Wir haben 1982 experimentiert, indem wir Drum-Kits durch Synthesizer geschickt haben. Das haben wir gemacht, wir haben experimentiert.“[17]
- Bob Miller (producer, 2006): „Miller Hi-Life war ein Song, denn ich gemacht hatte und der nie wirklich einen Namen hatte. Er konnte wegen all den Dingen die ich daran gemacht hatte nicht remixt werden. Ich schätze also Keith hat ihn genutzt und es Miller Hi-Life genannt.“[11]

### Verwandte Titel
„This Is Not a Love Song“ (Single Remix):
- Keith Levene (1983/2003/04): „Ich ging ins Studio um Love Song zu remixen, ich sagte ihnen ‚Ich muss es remixen es ist peinlich‘. Martin rief John in LA an und sagte ihm ich sei im Studio […] John rief an und schrie, ich soll sofort das Studio verlassen, richtig? Ich sagte ‚John, ich kann keinen Song herausbringen, der so klingt!‘“[12] „Ich habe einen Remix von This Is Not A Love Song gemacht, weil sie diesen wirklich schlechten Mix gemacht haben. Martin lief die ganze Nacht im Studio auf und ab, bis er John erreichern konnte. John sagte nur ‚Raus aus meinem Studio!‘ Ich sagte ‚Dein Studio? Verpiss dich und stirb!‘ Als die Japaner an diesem Morgen kamen um die Bänder abzuhölen,[18] sagte ich zu Martin ‚Scheiß drauf – ich gebe ihnen beide Mixes und lasse sie entscheiden.‘“[13] „Als die Japaner ankamen, rief John um 5 Uhr morgens aus LA an und schrie 'Raus aus meinem verdammten Studio' Und ich antwortete ‚Es ist nicht dein verdammtes Studio!‘ usw.“[19] „Eine Menge Scheiße ist buchstäblich im Zeitraum von 18 Stunden schief gelaufen, was dazu geführt hat, dass ich einfach ‚Fuck it!‘ gesagt habe“[20]
- John Lydon (1984): „Die Single wurde nie in Amerika veröffentlicht, also kann ich nicht dafür sprechen, aber überall sonst auf der Welt hat sie sich gut verkauft – es ist der gehässigste Song, den ich je geschrieben habe! Weißt du, das ist das letzte, was ich vermutet hätte, das es beliebt ist!“[21]

„The Slab“ (Vollbandversion) / „Bad Night“ (Remixte Langversion) / „Bad Night“ (Frühe alternative Version) / (unbetiteltes akustisches Instrumental):
- Pete Jones (2000): „Als ich in New York ankahm, war eine Menge von Commercial Zone schon geschrieben […] Wir nahmen einige andere Sachen auf, an die ich mich aufgrund des drogeninduzierten Nebels nicht erinnern kann, was aber auch nie verwendet wurde. Das war es wirklich, Keith hat Stunde um Stunde im Studio verbracht, um Sachen selbst zu mischen und zu remixen, ich war nur da um Bass zu spielen.“[9]
- Bob Miller (producer, 2006): „Ein komplettes Album war glaube ich das Ziel, ich glaube wir hatten zu diesem Zeitpunkt ungefäht 20 Bandspulen […] Als wir nach Japan gingen, ging Keith zurück ins Studio, soweit wir wussten, und all das Zeug was wir gemacht haben, bevor wir auf Tour gingen landete auf Commercial Zone. Einige der endgültigen Mischungen waren die Roughs, die wir gemacht haben, bevor wir auf Tour gingen […] Ja, ich habe erwartet, dass die Platte veröffentlicht wird. Ich halte 'Commercial Zone' für am nächsten an unserem Ziel – aber definitiv nicht fertig […] Ich habe eine Kopie der Tracks, die zuerst an Virgin Records geschickt wurden, als Leitfaden, für das was wir vorhatten (und erinnere mich, dass Richard Branson einige Zeit im Studio mit uns verbrachte), was ich die offiziellen Tracks nenne, die nur auf dem Commercial Zone-Album waren.“[11]

## Titelliste

### Erste Auflage
(Quelle:)
Seite A
1. Love Song – 4:26
2. Mad Max – 4:09
3. Bad Night –  3:58
4. Solitaire – 3:42

Seite B
1. The Slab – 3:30
2. Lou Reed Pt. 1 – 3:58
3. Lou Reed Pt. 2 – 2:50
4. Blue Water – 3:30
5. Miller Hi-Life – 2:35

### Zweite Auflage
(Quelle:)
Seite A
1. Mad Max – 4:11
2. Love Song – 4:27
3. Young Brit – 3:40
4. Bad Night – 3:29

Seite B
1. The Slab – 3:36
2. Lou Reed Part I – 3:58
3. Lou Reed Part II (Where Are You?) – 2:50
4. Blue Water – 3:30
5. Miller High Life – 2:38

Bei der zweiten Pressung wurde Solitaire in Young Brits umbenannt und eine kürzere Version von Bad Night verwendet. Die auf Commercial Zone enthaltene Version von Love Song erschien auf der 12"-Version der Single als „Remix“ und Blue Water erschien in einem anderen Mix als B-Seite der Single. The Slab (umbenannt in The Order of Death als es für This is What You Want... This is What You Get neu aufgenommen wurde), erschien auf Commercial Zone als Akustik-Version. Auf dem Kompilation Album The Public Image Is Rotten aus dem Jahr 2018 ist der Song Bad Night zum ersten Mal auf einer offiziellen Veröffentlichung der Band vorhanden.
Für This Is What You Want… This Is What You Get neu aufgenommene Songs
- Love Song (neuer Titel: „This Is Not A Love Song“)
- Mad Max (neuer Titel: „Bad Life“)
- Solitaire
- The Slab (neuer Titel „The Order of Death“)
- Lou Reed Pt. 2 (neuer Titel: „Where Are You?“)

## Besetzung
Public Image Limited
- John Lydon – Gesang
- Keith Levene – Gitarre, Synthesizer (Bass bei Bad Night und Lou Reed Part 2)
- Pete Jones – Bass (bei This Is Not A Love Song, Mad Max, Solitaire und Miller Hi-Life)
- Martin Atkins – Schlagzeug, Percussion
- Robert E. (Bob) Miller – Soundeffekte (bei Miller Hi-Life)

Ken Lockie war ein Mitglied von PiL während der Aufnahme-Sessions und spielte Keyboard, wurde aber im September 1982 aus der Band entlassen. Seine Beiträge, falls vorhanden, wurden gelöscht oder nicht verwendet.

## Charts

### USA
- Commercial Zone wurde nur in den USA veröffentlicht. Es wurde nicht in die Billboard 200-Album Charts aufgenommen.[26]
- Die Single This Is Not a Love Song wurde nicht in den USA veröffentlicht.[26]

### Großbritannien
- Die Single This Is Not a Love Song stieg in die Top 75 ein, blieb dort 10 Wochen und erreichte am 5. Dezember 1983 Platz 5.[27]

### Rest der Welt
- In West-Deutschland stieg die Single This Is Not a Love Song am 5. Dezember 1983 in die Top 100 ein, blieb dort 16 Wochen lang und erreichte Platz 10.[28]
- In den Niederlanden erreichte die Single This Is Not a Love Song am 10. Dezember 1983 die Top 40, blieb dort 7 Wochen und erreichte Platz 12.[29]
- In Australien kam die Single This Is Not a Love Song am 7. November 1983 in den Kent Music Report und erreichte Platz 17.[30]
- In Neuseeland erreichte die Single This Is Not a Love Song kurzzeitig die Top 50, wo sie am 18. Dezember 1983 für eine Woche auf Platz 45 blieb.[31]
- In Frankreich,[32] Österreich[28] und der Schweiz,[28] wurde die Single This Is Not a Love Song nicht gechartet.